# Gaelcholáiste
Una gaelcholáiste és una escola d'ensenyament secundari d'Irlanda (tant de la República d'Irlanda com d'Irlanda del Nord, situada fora de les Gaeltacht i on la llengua d'ensenyament i comunicació és el gaèlic irlandès. Dels aproximadament 10.000 estudiants que fan els seus estudis en irlandès, aproximadament uns 6.000 ho fan a les gaelcholáiste (incloses les gaelcholáistí a Irlanda del Nord).
Les Gaelcoláistí estan representades i reben el suport de l'organització Gaelscoileanna Teo, amb base a Dublín.

## Futures Gaelcoláiste
Com a resultat de l'anunci del Departament d'Educació i Formació del 25 de juliol de 2012, s'obriran tres noves Gaelcoláistí pel setembre de 2014: -
| Localització     | NOm Coláiste                                                 | Cos patró            |
| ---------------- | ------------------------------------------------------------ | -------------------- |
| Balbriggan       | Coláiste Ghlór na Mara Arxivat 2012-07-12 a Wayback Machine. | An Foras Pátrúnachta |
| Carrigaline      | Gaelcholáiste Charraig Uí Leighin                            | Co. Cork VEC         |
| Dundrum (Dublín) | TBC                                                          | An Foras Pátrúnachta |